# Тулебля (селище при станції)
Тулебля (рос. Тулебля) — залізнична станція в Старорусському районі Новгородської області Російської Федерації.
Населення становить 267 осіб. Входить до складу муніципального утворення Великосельське сільське поселення.

## Історія
Від 2004 року входить до складу муніципального утворення Великосельське сільське поселення.

## Населення
| 2010 | 2011 | 2012 | 2013 |
| ---- | ---- | ---- | ---- |
| 258  | ↗274 | ↘267 | →267 |